# サミー・ベンジオ
サミー・ベンジオは、カナダのコンピュータ科学者で、2021年5月よりAppleのAI・機械学習研究部門のシニアディレクターである。元Googleの科学者として、敵対的生成ネットワークを含む機械学習の研究者グループを率いてきたことで知られている。ベンジオがGoogleを辞任したのは、彼が担当していた組織内の2人の女性リーダー、ティムニット・ゲブルとマーガレット・ミッチェルをGoogleが予告なしに解雇した直後だった。ベンジオは当時、ゲブルの解雇には「唖然とした」と語っていた。AppleではGoogleでも元上司だったジョン・ジャナンドレア上級副社長の下で職に就く。ベンジオは、現在の2大機械学習フレームワークの1つであるPyTorchの祖先のTorchを2002年に開発した3人のエンジニアのひとりでもある。

## 教育
ベンジオは、1993年にモントリオール大学でOptimization of a Parametric Learning Rule for Neural Networksという論文でコンピュータサイエンスの博士号を取得した。それ以前に、ベンジオは1989年に同大学にてIntegration of Traditional and Intelligence Tutoring Systemsという論文でコンピュータサイエンスの修士号を、1986年にコンピュータサイエンスの学士号を取得している。

## 科学的貢献
DBLPによると、サミー・ベンジオは、ニューラルネットワーク、機械学習、深層学習、統計、コンピュータビジョン、自然言語処理に関する約250の科学論文を執筆している。その中でも、2010年代の深層学習革命のきっかけとなった、深層学習によって得られた多くの学習表現を探索する方法を示した初期の論文や、画像キャプションに対する最初の深層学習アプローチの一つや、深層学習がなぜ機能するのかを理解するための努力など、多くの後続論文がある。また、敵対的な例が実世界に存在することを初めて証明した。つまり、機械学習システムが騙されるような物理的な物体の変更が実際に可能であることや 、ゼロショット認識（学習中に見たことのないクラスを認識すること）に関する最初の研究の1つを手がけたのである。

## 専門的な活動
ベンジオは、1999年から2007年まで、スイスのIDIAP研究所とエコールポリテクニックフェデラルデローザンヌで働いていた。
彼は2018年にNeuralInformation Processing Systems （NeurIPS）会議の議長を 、2017年にはNeurIPSのプログラム委員長を務め 、その後は理事を務めていた。彼はまた、ICLR（2015-2016） プログラム委員長であり、その理事会（2018-2020）に在籍していた。
ベンジオは、Journal of Machine LearningResearchの編集者でもある。

## 私生活
サミー・ベンジオは、フランスとカナダに移住した2人のモロッコ系ユダヤ人として生まれた。彼はチューリング賞を受賞したヨシュア・ベンジオの弟である。彼らは2人とも、モロッコでの父親の兵役中に1年間モロッコに住んでいた。彼の父、カルロ・ベンジオは、劇場作品を書き、ユダヤ・アラビア語の作品を演奏するセファルディム劇団をモントリオールで運営した薬剤師だった。彼の母親、セリア・モレノは、1970年代にタイブ・セディキによって運営されたモロッコの主要な劇場シーンの1つで演じたアーティストでもある。